# Vakovlk
Vakovlk (Thylacinus) je rod vyhynulých vačnatců, kteří se živili karnivorně. Jediným recentním zástupcem byl vakovlk tasmánský (Thylacinus cynocephalus), který byl vyhuben v roce 1936. Nejstarší fosilní nálezy jsou známy z oligocénu.

## Popis
Jednalo se o středně velkého dravého savce podobného psovitým šelmám. Hmotnost dospělého jedince druhu T. potens činila podle novějších odhadů asi 22 až 28 kg (původně byla odhadována na 41 až 52 kg).

## Druhy
Je známo 6 druhů rodu Thylacinus, jsou to:
- Vakovlk tasmánský (Thylacinus cynocephalus)
- Thylacinus macknessi
- Thylacinus megiriani
- Thylacinus potens
- Thylacinus rostralis
- Thylacinus yorkellus

## Výskyt
Vyskytoval se na Tasmánii, v Austrálii a na Nové Guineji.

## Fylogenetický strom
Tento fylogenetický strom je zpracován podle Yatese (2015):
|  | Thylacinus megiriani                                                             |
|  |                                                                                  |
|  | \| \| Thylacinus yorkellus \| \| \| \| \| \| Thylacinus cynocephalus \| \| \| \| |
|  |                                                                                  |
|  | Thylacinus yorkellus                                                             |
|  |                                                                                  |
|  | Thylacinus cynocephalus                                                          |
|  |                                                                                  |

|  | Thylacinus yorkellus    |
|  |                         |
|  | Thylacinus cynocephalus |
|  |                         |

|  | Thylacinus megiriani                                                             |
|  |                                                                                  |
|  | \| \| Thylacinus yorkellus \| \| \| \| \| \| Thylacinus cynocephalus \| \| \| \| |
|  |                                                                                  |
|  | Thylacinus yorkellus                                                             |
|  |                                                                                  |
|  | Thylacinus cynocephalus                                                          |
|  |                                                                                  |

|  | Thylacinus yorkellus    |
|  |                         |
|  | Thylacinus cynocephalus |
|  |                         |

|  | Thylacinus megiriani                                                             |
|  |                                                                                  |
|  | \| \| Thylacinus yorkellus \| \| \| \| \| \| Thylacinus cynocephalus \| \| \| \| |
|  |                                                                                  |
|  | Thylacinus yorkellus                                                             |
|  |                                                                                  |
|  | Thylacinus cynocephalus                                                          |
|  |                                                                                  |

|  | Thylacinus yorkellus    |
|  |                         |
|  | Thylacinus cynocephalus |
|  |                         |

|  | Thylacinus megiriani                                                             |
|  |                                                                                  |
|  | \| \| Thylacinus yorkellus \| \| \| \| \| \| Thylacinus cynocephalus \| \| \| \| |
|  |                                                                                  |
|  | Thylacinus yorkellus                                                             |
|  |                                                                                  |
|  | Thylacinus cynocephalus                                                          |
|  |                                                                                  |

|  | Thylacinus yorkellus    |
|  |                         |
|  | Thylacinus cynocephalus |
|  |                         |